# Хильперик II
Хильпери́к II (фр. Chilperic II; около 670 — 13 февраля 721, Нуайон) — король франков из династии Меровингов. Правил в Нейстрии и Бургундии (с 715 года) и Австразии (в 715—717 и 720 — 721 годах).
Имя Хильперик переводится с франкского как «Могучий защитник».

## Биография
Родителями Хильперика II были король Хильдерик II и Билихильда. После убийства отца он некоторое время жил в монастыре под именем брата Даниэля. После смерти Дагоберта III в 715 году майордом Нейстрии Рагенфред сверг Теодоальда и сделал его королём.
Хильперик II был хоть и молод, но весьма деятелен. Он поддержал Рагенфреда в войне против Плектруды, вдовы Пипина Геристальского. Во время похода в Австразию союзник Рагенфреда, король Фризии Радбод, вблизи Кёльна одержал победу над внебрачным сыном Пипина Геристальского Карлом Мартеллом. Тот с оставшимися у него воинами отступил в Айфель. Не имея возможности оказать нейстрийцам вооружённый отпор, Плектруда была вынуждена признать Хильперика королём Австразии.
Однако уже в том же году, собрав новое войско, Карл Мартелл напал на Рагенфреда и Радбода, разгромив их в сражении на реке Амблев, а в 717 году победил Хильперика II и Рагенфреда в битве при Венси. После этих побед королём Австразии был провозглашён Хлотарь IV.
В 718 году Хильперик II в союзе с Рагенфредом и Эдом Великим попытался напасть на Карла Мартелла. Однако в очередной раз противники Карла Мартелла были разбиты им при Суасоне. Хильперик в сопровождении герцога Эда бежал в Аквитанию.
Тем временем Хлотарь IV умер. Хильперик II же поссорился с Эдом и предложил Карлу Мартеллу свою кандидатуру в качестве короля, дав согласие сделать его майордомом и во всём его слушаться. В 720 году он был провозглашён королём всех франков. Однако вскоре после этого Хильперик умер в Нуайоне 13 февраля 721 года.